# 黃敏蕎
黃 敏蕎（メロディー・ウォン、Melody Wong、2004年10月9日 - ）は、香港出身の歌手、タレント。
香港女性アイドルグループLolly Talkのメンバーである。

## 経歴
ViuTVのアイドル選抜番組全民造星IVに参加した。
同じ選抜番組に参加した出場者とLolly Talkを結成し、2022年12月にデビューした。
ファン愛称は「蕎麥麵粉（キュマクミンファン）」。

## 出演

### ViuTVテレビ番組
- 《全民造星IV》(2021年）
- 《囝囝女女730》第212集

### YouTube
- 「試當真」試映劇場《三月的嵐》[2]

### その他
- 2021年11月28日：白紙x 三哥音楽会[3]
- 2021年12月23日：香港科技大学学生会クリスマス学会ギャザリング[4]
- 2021年12月31日：Hello 2022 花火音楽会[5]
- 2022年5月22日：「Homeland」家庭市集音楽表演[6]
- 2022年12月21日：ラ・サッレカレッジ - A Love Untamed[7]

## 受賞

### 団体の受賞
- 2022 叱咤樂壇流行榜 新力軍銀賞
- 2022 新城勁爆頒獎禮 勁爆新人賞
- 2022 商業ラジオ 廣東歌關注組 推薦組合 金賞